# اتن (فرمانروا)
اِتَنَ یکی از فرمانروایان سومر بود که به شهر کیش حکومت نموده و توانست برای مدتی کوتاه سومر را متحد سازد.